# Academia de pilotos de Ferrari
La Academia de pilotos de Ferrari, oficialmente Ferrari Driver Academy, es un programa de desarrollo de pilotos dirigido por el equipo de Fórmula 1 Scuderia Ferrari para promover jóvenes promesas dentro de su propia organización, con varios pilotos seleccionados y financiados por el equipo, que tienen contratos a largo plazo.

## Historia

### Inicios
La idea del concepto surgió de la preparación de Felipe Massa dentro de Scuderia Ferrari. El brasileño fue cedido a Sauber por tres temporadas mientras estaba bajo contrato con la escudería italiana. Jules Bianchi se convirtió en el primer recluta del plan en diciembre de 2009, seguido de Mirko Bortolotti, Daniel Zampieri y Raffaele Marciello en marzo de 2010.
A fines de 2010, Ferrari confirmó que Sergio Pérez se había inscrito en el plan, ya que el mexicano sería el primero en graduarse a Fórmula 1, y ya había firmado contrato con Sauber (motorizado por Ferrari) días antes del anuncio. Pérez dejó de ser miembro de la academia después de firmar con McLaren en 2013. Bianchi falleció tras estar 9 meses en coma, luego de sufrir un accidente en el Gran Premio de Japón de 2014 cuando corría para Marussia (también motorizado por Ferrari), Lance Stroll dejó de ser miembro luego de su partida a Williams y Marciello por motivos personales.

### Consolidación
Después de los rumores de la disolución de la academia, se anunció que el programa se expandiría con Massimo Rivola como su nuevo director. El 23 de junio de 2015, Antonio Fuoco tuvo su primera prueba de Fórmula 1 con Ferrari durante los 2 días posteriores a la prueba del Gran Premio de Austria, en Red Bull Ring. 
En marzo de 2016, Charles Leclerc se convirtió en nuevo miembro de la academia, en septiembre del mismo año, se confirmó que Antonio Giovinazzi será piloto de simulador para Scuderia Ferrari, y en noviembre, Enzo Fittipaldi estuvo entre los cinco pilotos invitados a unirse a la organización y al mes siguiente se unió junto con Marcus Armstrong. Más tarde, se anunció que Giovinazzi se convertiría en el tercer piloto de Ferrari en 2017. A finales de 2017, la academia agregó a Callum Ilott, Robert Shwartzman y Gianluca Petecof a su alineación.
En septiembre de 2018, se anunció que Leclerc se convertiría en el primer miembro de la academia en graduarse a Scuderia Ferrari, participando de la temporada 2019 de Fórmula 1. En el año 2019, se anunció que Mick Schumacher, hijo de Michael Schumacher, entraría al programa. En abril del mismo año, el alemán condujo el Ferrari SF90 en los entrenamientos posteriores al Gran Premio de Baréin, donde obtuvo el segundo mejor tiempo de la sesión.
En enero de 2021, Maya Weug, de 16 años, se convirtió en la primera mujer piloto en unirse a la academia. En otoño de 2021, Ferrari agregó a su alineación al subcampeón europeo de Karting Rafael Câmara y al campeón del Campeonato de Italia de Fórmula 4 y ADAC Fórmula 4, Oliver Bearman, después de que ambos ganaran la Ferrari's Scouting World Final. Después de la segunda edición de la competencia Girls On Track – Rising Stars, la española Laura Camps Torras se incorporó a la academia.
En 2023, la academia agregó al finlandés Tuukka Taponen y a la brasileña Aurelia Nobels, esto, después de que el finlandés hubiera ganado la Ferrari's Scouting World Final y la brasileña hubiera ganado el Girls On Track – Rising Stars.

## Lista de pilotos

### Miembros
| Piloto         | Desde | Categoría reciente                   | Títulos                                                                  |
| -------------- | ----- | ------------------------------------ | ------------------------------------------------------------------------ |
| Dino Beganovic | 2020- | Campeonato de Fórmula 2 de la FIA    | Campeonato de Fórmula Regional Europea                                   |
| Maya Weug      | 2021- | F1 Academy                           | ninguno                                                                  |
| Rafael Câmara  | 2022- | Campeonato de Fórmula 3 de la FIA    | Campeonato de Fórmula Regional Europea Campeonato de Fórmula 3 de la FIA |
| Tuukka Taponen | 2022- | Campeonato de Fórmula 3 de la FIA    | Campeonato de Fórmula Regional de Medio Oriente                          |
| Aurelia Nobels | 2023- | Eurocup-3 - Winter Series F1 Academy | ninguno                                                                  |
| Noah Baglin    | 2025- | Karting                              | ninguno                                                                  |
| Fuente:        |       |                                      |                                                                          |

### Exmiembros
| Piloto             | Años      | Categorías | Equipo(s) F1                                                       |
| ------------------ | --------- | --- | ------------------------------------------------------------------ |
| Mirko Bortolotti   | 2010      | GP3 Series (2010) | ninguno                                                            |
| Daniel Zampieri    | 2010      | Fórmula Renault 3.5 (2010) | ninguno                                                            |
| Brandon Maïsano    | 2010-2012 | Fórmula Abarth (2010) Campeonato de Italia de Fórmula 3 (2011-2012) | ninguno                                                            |
| Lance Stroll       | 2010-2015 | Karting (2010-2013) Campeonato de Italia de Fórmula 4 (2014) Toyota Racing Series (2015) Campeonato Europeo de Fórmula 3 de la FIA (2015-2016)                                                                                          | Williams (2017-2018) Racing Point (2019-2020) Aston Martin (2021-) |
| Raffaele Marciello | 2010-2015 | Fórmula Abarth (2010) Campeonato de Italia de Fórmula 3 (2011) Toyota Racing Series (2012) Fórmula 3 Euroseries (2012) Campeonato Europeo de Fórmula 3 de la FIA (2012-2013) GP2 Series (2014-2015)                                     | ninguno                                                            |
| Antonio Fuoco      | 2013-2018 | Fórmula Renault 2.0 Alpes (2013) Campeonato Europeo de Fórmula 3 de la FIA (2014) GP3 Series (2015-2016) Campeonato de Fórmula 2 de la FIA (2017-2018)                                                                                  | ninguno                                                            |
| Guanyu Zhou        | 2014-2018 | Campeonato de Italia de Fórmula 4 (2015) ADAC Fórmula 4 (2015) Toyota Racing Series (2016) Campeonato Europeo de Fórmula 3 de la FIA (2016-2018)                                                                                        | Alfa Romeo (2022-2023) Kick Sauber (2024)                          |
| Giuliano Alesi     | 2016-2020 | GP3 Series (2016-2018) Campeonato de Fórmula 2 de la FIA (2019-2020) | ninguno                                                            |
| Gianluca Petecof   | 2017-2020 | Campeonato de Italia de Fórmula 4 (2018-2019) ADAC Fórmula 4 (2018-2019) Campeonato de Fórmula Regional Europea (2020) | ninguno                                                            |
| Enzo Fittipaldi    | 2017-2020 | Campeonato de Italia de Fórmula 4 (2017-2018) ADAC Fórmula 4 (2017-2018) Campeonato de Fórmula Regional Europea (2019) Campeonato de Fórmula 3 de la FIA (2020)                                                                         | ninguno                                                            |
| Marcus Armstrong   | 2017–2022 | Toyota Racing Series (2017–2019) Campeonato de Italia de Fórmula 4 (2017) ADAC Fórmula 4 (2017) Campeonato Europeo de Fórmula 3 de la FIA (2018) Campeonato de Fórmula 3 de la FIA (2019) Campeonato de Fórmula 2 de la FIA (2020-2022) | ninguno                                                            |
| Callum Ilott       | 2017-2021 | GP3 Series (2018) Campeonato de Fórmula 2 de la FIA (2019-2020) GT World Challenge Europe Endurance Cup (2021) | ninguno                                                            |
| Robert Shwartzman  | 2017-2022 | Eurocopa de Fórmula Renault (2017) Toyota Racing Series (2018) Campeonato Europeo de Fórmula 3 de la FIA (2018) Campeonato de Fórmula 3 de la FIA (2019) Campeonato de Fórmula 2 de la FIA (2020-2021)                                  | ninguno                                                            |
| Sebastián Montoya  | 2018      | Karting (2018) | ninguno                                                            |
| Laura Camps Torras | 2022      | Karting (2022) | ninguno                                                            |
| Arthur Leclerc     | 2020-2023 | Campeonato de Fórmula Regional Europea (2020) Campeonato de Fórmula 3 de la FIA (2021-2022) Campeonato de Fórmula Regional Asiática (2022) Campeonato de Fórmula 2 de la FIA (2023)                                                     | ninguno                                                            |
| James Wharton      | 2021-2023 | Campeonato de EAU de Fórmula 4 (2022-2023) Campeonato de Italia de Fórmula 4 (2022-2023) ADAC Fórmula 4 (2022) Campeonato Euro 4 (2023)                                                                                                 | ninguno                                                            |

- Los campeonatos señalados en negrita indican que el piloto se coronó campeón.

## Graduados a Ferrari
| Piloto          | Dentro de la academia | Dentro de la academia | Ferrari | Otros equipos F1                                                                                        |
| Piloto          | Años                  | Categorías | Ferrari | Otros equipos F1                                                                                        |
| --------------- | --------------------- | --- | ------- | --- |
| Jules Bianchi   | 2009-2014             | Fórmula 3 Euroseries (2009) GP2 Series (2010-2011) Fórmula Renault 3.5 (2012) Fórmula 1 (2013-2014)                                   | —       | Marussia (2013-2014)                                                                                    |
| Sergio Pérez    | 2010-2012             | GP2 Series (2010) Fórmula 1 (2011-2012)                                                                                               | —       | Sauber (2011-2012) McLaren (2013) Force India (2014-2018) Racing Point (2019-2020) Red Bull (2021-2024) |
| Charles Leclerc | 2016-2018             | GP3 Series (2016) Campeonato de Fórmula 2 de la FIA (2017)                                                                            | 2019-   | Sauber (2018)                                                                                           |
| Mick Schumacher | 2019-2022             | Campeonato de Fórmula 2 de la FIA (2019-2020)                                                                                         | —       | Haas (2021-2022)                                                                                        |
| Oliver Bearman  | 2022-2024             | Campeonato de Fórmula Regional Asiática (2022) Campeonato de Fórmula 3 de la FIA (2022) Campeonato de Fórmula 2 de la FIA (2023-2024) | 2024    | Haas (2024-)                                                                                            |

- Los campeonatos señalados en negrita indican que el piloto se coronó campeón.
- Los equipos señalados en cursiva indican que el piloto corrió siendo integrante de la academia.